# Jean-Gabriel Albicocco
Jean-Gabriel Albicocco (Cannes, 15 febbraio 1936 – Rio de Janeiro, 10 aprile 2001) è stato un regista francese.

## Biografia
Di origine italiana, era figlio dell'operatore cinematografico Quinto Albicocco, con il quale collaborò più volte e dal quale apprese i primi elementi del mestiere di operatore. A dodici anni realizzò la sua prima pellicola amatoriale, con una cinepresa a passo ridotto. Iscrittosi a Parigi alla facoltà di Filosofia iniziò la carriera artistica come direttore della fotografia, girando i suoi primi cortometraggi professionali nel 1956 (Ciel bleu, Les Essais). Nel 1957 fu assistente di Jules Dassin per il drammatico Colui che deve morire. Dopo aver assolto gli obblighi di leva, diresse per una rete televisiva americana diversi cortometraggi sulle giovani vedettes francesi.
Il suo primo lungometraggio La ragazza dagli occhi d'oro, tratto dall'omonimo racconto di Honoré de Balzac risale al 1961 e fu presentato alla 22ª Mostra internazionale d'arte cinematografica di Venezia. La critica, che intravide nel giovane regista una grande promessa, accolse molto favorevolmente questo esordio. Tuttavia il film, in cui Albicocco diresse l'attrice Marie Laforêt, che sposò nel 1961, rimase un'eccezione in una filmografia che contò pochi titoli nel decennio dal 1961 al 1971, ma non ebbe più lo stesso riscontro della sua pellicola di esordio.
Partecipò alla fondazione nel 1968 della Société des réalisateurs de films e, negli anni ottanta, rappresentò l'industria cinematografica francese in Brasile, dove morì nel 2001 a Rio de Janeiro.

## Filmografia parziale
- La ragazza dagli occhi d'oro (La Fille aux yeux d'or) (1961)
- Il sentiero dei disperati (Le Rat d'Amérique) (1963)
- I verdi anni della nostra vita (Le Grand Meaulnes) (1967)
- Follia dei sensi (Le Cœur fou) (1970)
- Quel violento mattino d'autunno (Le Petit Matin) (1971)
- Faire l'amour : De la pilule à l'ordinateur (1971)